# Xanthophenax fraudator
Xanthophenax fraudator là một loài tò vò trong họ Ichneumonidae.